# Имамура, Хитоси
Хито́си Имаму́ра (яп. 今村 均 Имамура Хитоси, 28 июня 1886 — 4 октября 1968) — генерал императорской армии Японии времён Второй мировой войны.

## Биография
Родился в городе Сэндай префектуры Мияги. В 1907 году окончил Рикугун сикан гакко, в 1915 — Рикугун дайгакко. В 1917 году получил звание капитана, в 1918 году отправился в качестве военного атташе в Великобританию. В апреле 1927 года стал военным атташе в Британской Индии. В 1930 году получил звание полковника. В 1931—1932 годах занимал ряд постов в Оперативной секции Генерального штаба Императорской армии Японии.
В 1932 году во время инцидента 28 января Хитоси Имамура был назначен командиром 57-го пехотного полка. По возвращении в Японию он в 1932—1935 годах был комендантом Военного училища в Нарасино. В марте 1935 года Имамура стал командиром 40-й пехотной бригады, получив звание генерал-майора. В марте 1936 года стал заместителем начальника штаба Квантунской армии в Маньчжоу-го. Затем он был отозван в Японию, и в 1937—1938 годах был комендантом Армейского пехотного училища в Тояме.
В марте 1938 года Хитоси Имамура стал генерал-лейтенантом и получил под командование дислоцировавшуюся в Китае 5-ю дивизию. Под его командованием дивизия воевала на начальных этапах японо-китайской войны. В 1940—1941 годах Имамура был заместителем генерального инспектора боевой подготовки (один из наиболее важных постов в Императорской армии), а затем стал командующим 23-й армии.
В ноябре 1941 года Имамура был назначен командующим 16-й армии и отправлен вместе с войсками на захват Голландской Ост-Индии. Однако когда флот подходил к Яве, транспорт «Рюдзё-мару» был торпедирован (скорее всего, это была одна из японских торпед, выпущенных во время боя в Зондском проливе) и затонул, в результате чего Имамуре пришлось вплавь добираться до берега.
В конце 1942 года Хитоси Имамура был назначен командующим 8-м фронтом, чья штаб-квартира размещалась в Рабауле. В этом качестве он отвечал за боевые действия в ходе Новогвинейской кампании и кампании на Соломоновых островах. Его мягкая политика по отношению к населению вызывала недовольство у начальства, однако помогла уменьшить трудности поддержания порядка на оккупированных территориях.
В 1943 году Имамура получил звание полного генерала. В сентябре 1945 года, вместе с командующим морскими силами вице-адмиралом Дзинъити Кусакой, Хитоси Имамура подписал капитуляцию японских сил на Новой Гвинее и южнотихоокеанских островах.
После войны Имамура был обвинён в совершении военных преступлений. Австралийский военный суд в Рабауле в мае 1947 года приговорил его к десяти годам тюремного заключения. Отбывал заключение Имамура в Токио; был освобождён в 1954 году.
Но он посчитал свой приговор слишком мягким, и в саду своего дома построил копию тюрьмы, где и просидел до своей смерти.